# Christian Mortensen

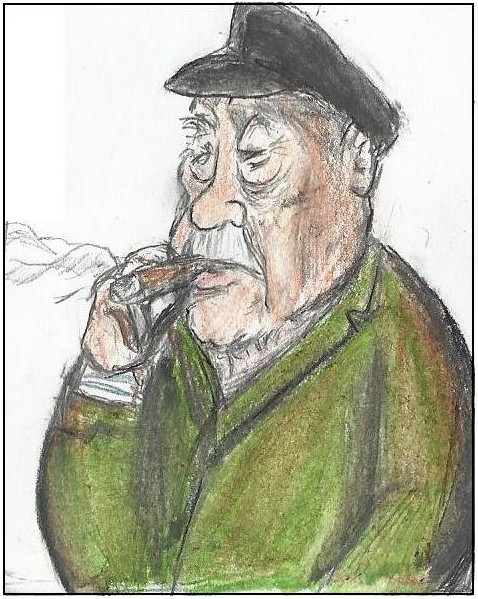
Christian Mortensen

Thomas Peter Thorvald Kristian Ferdinand (Christian) Mortensen (Skårup, 16 augustus 1882 – San Rafael, 25 april 1998) was een Deens-Amerikaanse supereeuweling, en met een leeftijd van 115 jaar en 252 dagen ruim vijftien jaar lang de oudste man ooit. Dit record werd op 28 december 2012 verbroken door de Japanner Jiroemon Kimura, die ruim 116 jaar oud werd. Tot 2011 werd diens landgenoot Shigechiyo Izumi beschouwd als de oudste man ooit, maar zijn leeftijdsclaim van 120 jaar wordt niet meer erkend door het Guinness Book of Records.

## Biografie
Mortensen werd geboren in het Deense dorpje Skårup, een deelgemeente van Skanderborg. Hij werd er gedoopt op 26 december 1882. In 1903 emigreerde hij, op 21-jarige leeftijd, naar de Verenigde Staten. Van beroep was Mortensen kleermaker, melkboer en werkte hij in een fabriek. Hij woonde op verscheidene plaatsen aldaar, om uiteindelijk de laatste 25 jaar van zijn leven door te brengen in Californië. Hij was getrouwd, maar had geen kinderen.